# Bloomer (hrabstwo Chippewa)
Bloomer – miejscowość w Stanach Zjednoczonych, w stanie Wisconsin, w hrabstwie Chippewa.